# أوليف سميث
أوليف سميث (17 مايو 1923 - 14 فبراير 2014) (بالإنجليزية: Olive Smith)‏ هي لاعبة كريكت أسترالية. شاركت مع منتخب أستراليا الوطني للكريكت.

## وصلات خارجية
- أوليف سميث على موقع إي آس بي آن كريك إنفو (الإنجليزية)